# Dissanthelium macusaniense
Dissanthelium macusaniense là một loài thực vật có hoa trong họ Hòa thảo. Loài này được (E.H.L.Krause) R.C.Foster & L.B.Sm. mô tả khoa học đầu tiên năm 1965.